# غاري ريان
غاري ريان (بالإنجليزية: Gary Ryan)‏ هو عداء سريع أيرلندي، ولد في 12 يونيو 1972 في Killala ‏ في جمهورية أيرلندا.

## وصلات خارجية
- غاري ريان على موقع الاتحاد الدولي لألعاب القوى (الإنجليزية)
- غاري ريان على موقع أوليمبيديا (الإنجليزية)